# Caesio caerulaurea
Caesio caerulaurea е вид бодлоперка от семейство Caesionidae. Видът не е застрашен от изчезване.

## Разпространение и местообитание
Разпространен е в Австралия, Американска Самоа, Вануату, Виетнам, Гуам, Джибути, Египет, Еритрея, Йемен, Индия, Индонезия, Камбоджа, Кения, Кирибати, Коморски острови, Мавриций, Мадагаскар, Малайзия, Малдиви, Микронезия, Мозамбик, Науру, Нова Каледония, Оман, Острови Кук, Палау, Папуа Нова Гвинея, Провинции в КНР, Самоа, Саудитска Арабия, Северни Мариански острови, Сейшели, Соломонови острови, Сомалия, Судан, Тайван, Тайланд, Танзания, Тонга, Тувалу, Уолис и Футуна, Фиджи, Филипини, Френска Полинезия, Шри Ланка, Южна Африка и Япония.
Среща се на дълбочина от 1 до 42 m, при температура на водата от 25,7 до 29,2 °C и соленост 32,3 – 35,4 ‰.

## Описание
На дължина достигат до 35 cm.